# Богданово (Кировоградская область)
Богда́ново (укр. Богданове) — село в Благовещенской городской общине Голованевского района Кировоградской области Украины.
До 2020 года входило в Благовещенский район
Население по переписи 2001 года составляло 571 человек. Почтовый индекс — 26432. Телефонный код — 5259.